# Główna Kwatera Szarych Szeregów „Pasieka”
Pasieka – kryptonim Komendy Głównej Szarych Szeregów. Odpowiednik Głównej Kwatery przedwojennego ZHP. Na jej czele stał naczelnik Szarych Szeregów. 
Pierwsza ścisła "Pasieka" składała się z:
- hm. Florian Marciniak - Naczelnik
- hm. Juliusz Dąbrowski
- hm. Lechosław Domański
- hm. Aleksander Kamiński

Od jesieni 1943 roku składała się z:
- hm. Stanisław Broniewski - Naczelnik
- hm. Eugeniusz Stasiecki - Szef GK
- hm. Jan Rossman
- hm. Ryszard Zarzycki
- hm. Stanisław Leopold

Po akcji scalenia, aż do wybuchu powstania warszawskiego:
- hm. Stanisław Broniewski - Naczelnik
- hm. Eugeniusz Stasiecki - Szef GK
- hm. Jan Rossman
- hm. Eugeniusz Konopacki
- hm. Leon Marszałek - przewodniczący Rady Programowej Szarych Szeregów

latem 1944 uzupełniony o Edwarda Zürna nowego szefa GK.

## Szefowie Głównej Kwatery
- od 1939, do 20 czerwca 1944 - hm. Eugeniusz Stasiecki
- od 20 czerwca 1944, do 23 sierpnia 1944 - phm. Edward Zürn
- od 23 sierpnia 1944, do rozwiązania 18 stycznia 1945 - hm. Kazimierz Grenda